# Anucha Yospanya
Anucha Yospanya (ur. 18 czerwca 1994) – tajski zapaśnik walczący w stylu klasycznym. Zajął ósme miejsce na mistrzostwach Azji w 2016. Srebrny medalista igrzysk Azji Południowo-Wschodniej w 2021 roku.